# Josef Herčko
Josef Herčko (* 11. ledna 1948) je bývalý československý hokejový obránce.

## Hokejová kariéra
V československé lize hrál za TJ Gottwaldov. Odehrál 3 ligové sezóny, nastoupil v 91 ligových utkáních, dal 10 gólů a měl 7 asistenci. V nižšich soutěžích hrál během základní vojenské služby za VTJ Dukla Písek a po skončení ligové kariéry za DS Olomouc.

## Klubové statistiky
| Sezona     | Klub            | Soutěž  | Základní část | Základní část | Základní část | Základní část | Základní část |
| Sezona     | Klub            | Soutěž  | Z             | G             | A             | B             | TM            |
| ---------- | --------------- | ------- | ------------- | ------------- | ------------- | ------------- | ------------- |
| 1967/1968  | VTJ Dukla Písek | 2. liga | -             | -             | -             | -             | -             |
| 19687/1969 | VTJ Dukla Písek | 2. liga | -             | -             | -             | -             | -             |
| 1969/1970  | TJ Gottwaldov   | 1. liga | 22            | 0             | 0             | 0             | -             |
| 1970/1971  | TJ Gottwaldov   | 2. liga | -             | -             | -             | -             | -             |
| 1971/1972  | TJ Gottwaldov   | 1. liga | 33            | 6             | 3             | 9             | -             |
| 1972/1973  | TJ Gottwaldov   | 2. liga | -             | -             | -             | -             | -             |
| 1973/1974  | TJ Gottwaldov   | 2. liga | -             | -             | -             | -             | -             |
| 1974/1975  | TJ Gottwaldov   | 1. liga | 36            | 4             | 4             | 8             | -             |
| 1975/1976  | TJ Gottwaldov   | 2. liga | -             | -             | -             | -             | -             |